# Justizvollzugsanstalt Lichtenau
Die Justizvollzugsanstalt Lichtenau ist eine in Lichtenau im bayerischen Regierungsbezirk Mittelfranken gelegene Haftanstalt. Sie ist eine Außenstelle der Justizvollzugsanstalt Nürnberg und hat eine Belegungsfähigkeit von derzeit 99 Plätzen des offenen Vollzuges.

## Geschichte
Die Justizvollzugsanstalt Lichtenau befindet sich mit einer Fläche von 76 ha auf einem ehemaligen Gutshof der Lichtenauer „Burg“. Dort waren bis 1966 Arbeitshausverwahrte in Baracken untergebracht. Im selben Jahr wurde ein massives Unterkunftsgebäude fertiggestellt. Die in Lichtenau früher betriebene Abteilung für Jugendstrafvollzug wurde 1986 aufgelöst. Seit 1. Januar 1987 ist dort eine Abteilung des offenen Vollzuges für Erwachsene eingerichtet.